# Cortes de Arenoso
Cortes de Arenoso es un municipio de la provincia de Castellón en la Comunidad Valenciana, España. Situado  concretamente en la comarca del Alto Mijares, cuyo término limita con la provincia de Teruel en Aragón. Cuenta con una población de 311 habitantes (INE 2024). Se trata de un municipio hispanófono, en el que el español cuenta con el predominio lingüístico reconocido legalmente.

## Geografía
El paisaje de Cortes es espectacular y en él se encuentran algunas de las más importantes formaciones de pinos y rebollares de toda la Comunidad Valenciana. Con una altitud entre 1704 m (el Cabezo las Cruces) y los 980 m del municipio, se halla en una zona subhúmeda y de clima supramediterráneo.

## Localidades limítrofes
Puebla de Arenoso, Montanejos, Arañuel, Zucaina y Villahermosa del Río en la provincia de Castellón. Y  Linares de Mora, Nogueruelas, Puertomingalvo y Fuentes de Rubielos en la provincia de Teruel.

## Historia
La historia de Cortes de Arenoso se remonta a la Edad del Hierro, íberos, romanos y árabes. Perteneció a la Baronía de Arenós. En 1233 Cortes fue sequiado por los de Teruel; el 28 de enero de 1243 fue donado  por Abu Zayd a Blasco y a Ximén Pérez de Tarazona, señor de Arenós, lugarteniente de Jaime I el Conquistador; el 28 de enero de 1251 se le concedió carta de población para 50 cristianos dada por Ximén Pérez de Arenós. 
San Vicente de Piedrahíta, localidad cercana perteneciente al municipio, fue fundada por los árabes y recibe su nombre debido a que en estas tierras predicó San Vicente Ferrer. En valenciano el topónimo es Cortes d'Arenós.

## Administración
| Periodo   | Nombre                                              | Partido    |
| --------- | --------------------------------------------------- | ---------- |
| 1979-1983 | Vicente Catalán Catalán                             | AP         |
| 1983-1987 | Vicente Catalán Catalán                             | AP         |
| 1987-1991 | José Mata Sánchez                                   | PSPV-PSOE  |
| 1991-1995 | José Mata Sánchez                                   | PSPV-PSOE  |
| 1995-1999 | José Mata Sánchez                                   | PSPV-PSOE  |
| 1999-2003 | José Mata Sánchez                                   | PSPV-PSOE  |
| 2003-2007 | José Mata Sánchez                                   | PSPV-PSOE  |
| 2007-2011 | Marcos Mata Pedro /2009 Javier Vilau Hidalgo        | PSPV-PSOE  |
| 2011-2015 | Javier Vilau Hidalgo                                | PSPV-PSOE  |
| 2015-2019 | Javier Vilau Hidalgo                                | PSPV-PSOE  |
| 2019-2023 | Rafael García Jiménez /2021 Florencio Catalán Bagán | VCSVT / PP |
| 2023-act. | Florencio Catalán Bagán                             | PP         |

## Demografía
Cortes de Arenoso cuenta con una población de 311 habitantes (INE 2024).

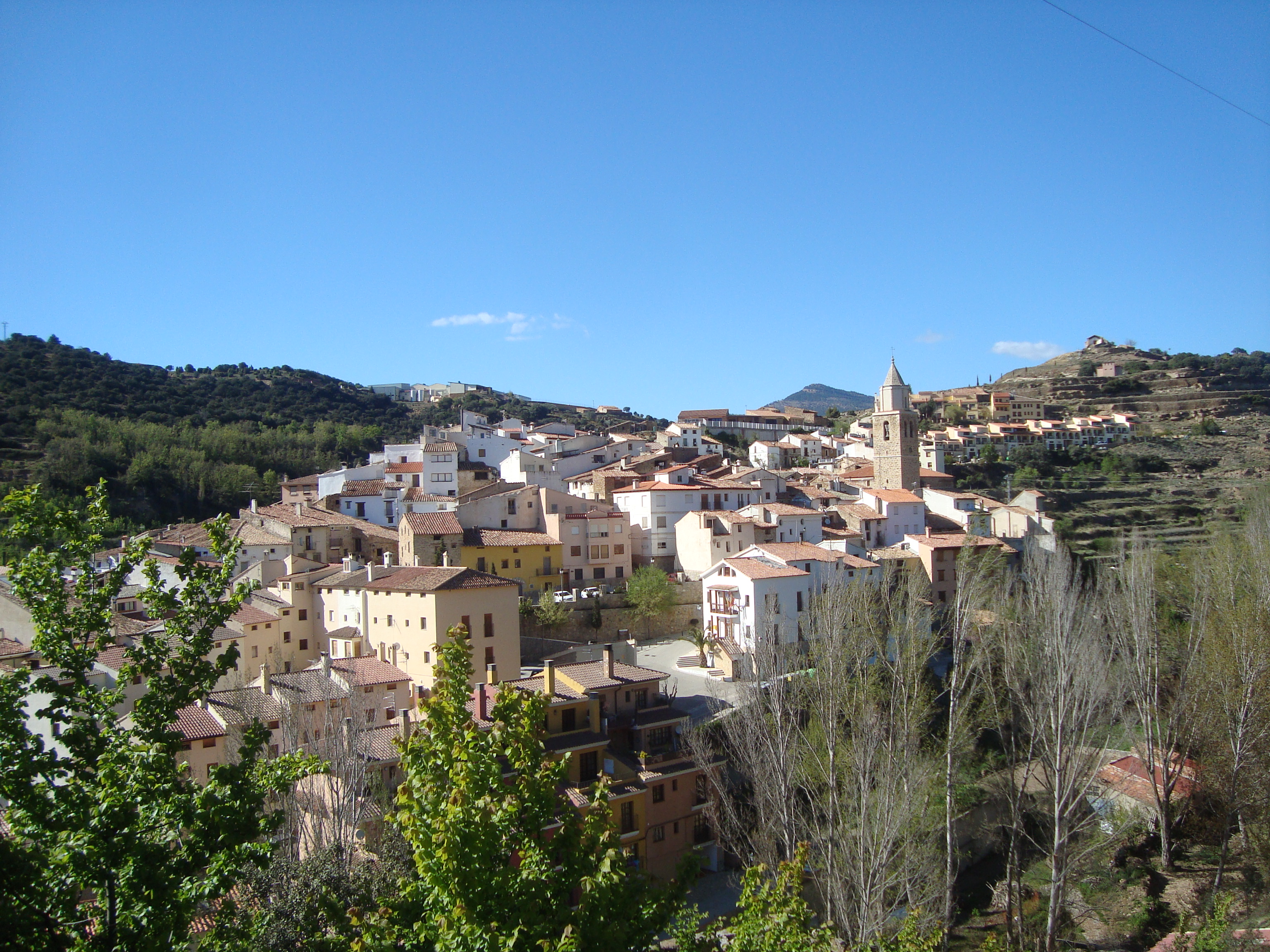
Panorámica de Cortes de Arenoso

| Gráfica de evolución demográfica de Cortes de Arenoso entre 1842 y 2021                                             |
| |
| Población de derecho según los censos de población del INE Población de hecho según los censos de población del INE |

| 1990 | 1992 | 1994 | 1996 | 1998 | 2000 | 2002 | 2004 | 2005 | 2006 | 2007 | 2015 | 2019 |
| ---- | ---- | ---- | ---- | ---- | ---- | ---- | ---- | ---- | ---- | ---- | ---- | ---- |
| 425  | 425  | 424  | 411  | 410  | 406  | 370  | 392  | 413  | 407  | 387  | 308  | 318  |

## Economía
Las actividades económicas de Cortes de Arenoso se basan en la agricultura, la comercialización de sus aguas por la planta embotelladora, el turismo residencial y las actividades ganaderas y textiles.
La actividad artesana encuentra en estas tierras diversas especialidades. Existen talleres de cuero, carpintería, cerámica y mimbre, principalmente. 

## Monumentos

### Monumentos religiosos

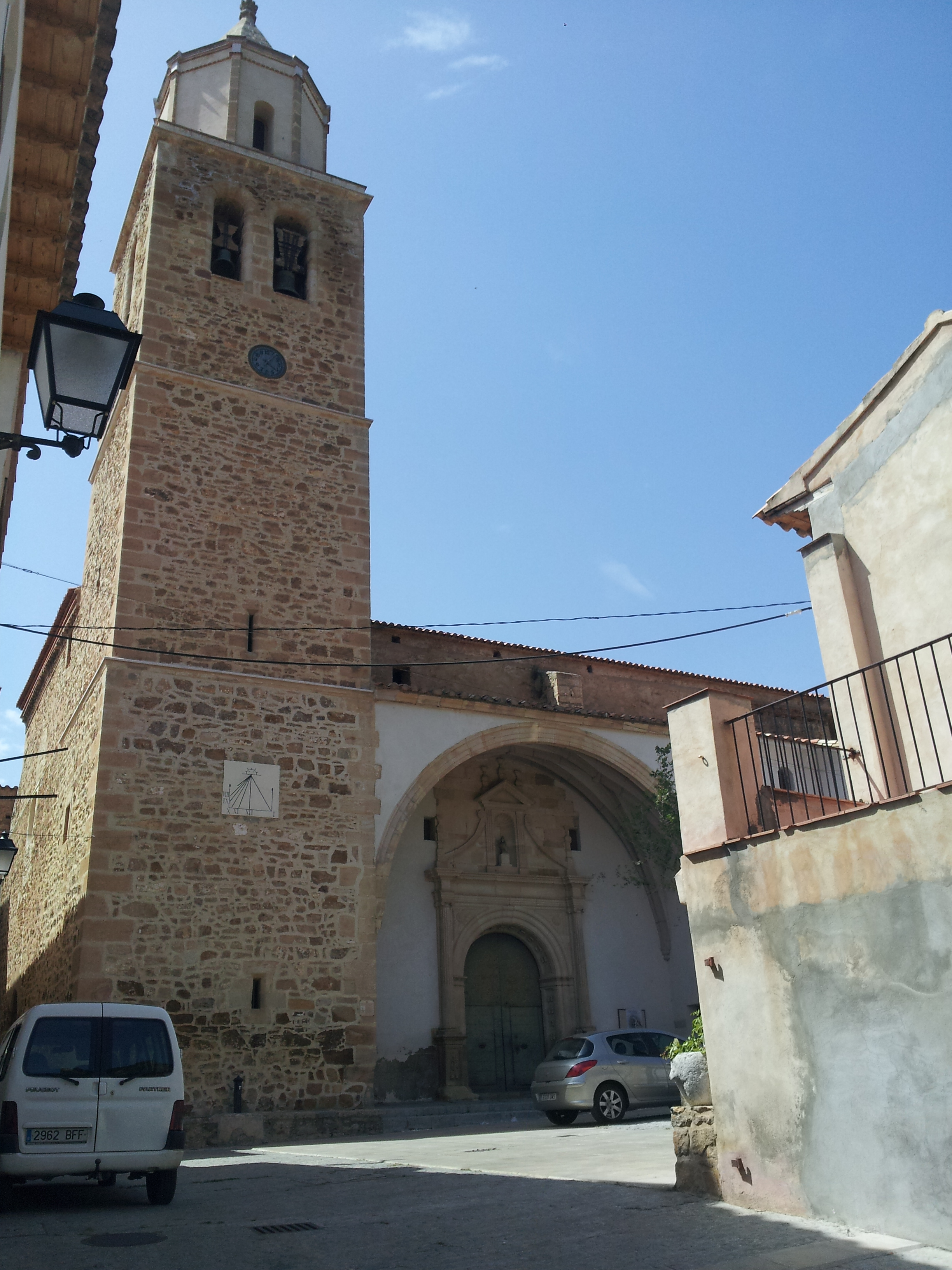
Iglesia de Cortes.

- Iglesia Parroquial. Dedicada a Nuestra Señora de los Ángeles. De estilo barroco, se finalizó en 1585. Posee varias tallas y retablos de interés, destacando la tabla gótica de las almas o Misa de San Gregorio, y la imagen de la Virgen del Rosario. Siglos XIV-XVI.
- Iglesia de San Vicente Ferrer. Situada en la localidad de San Vicente de Piedrahita. Siglos XVII-XVIII.

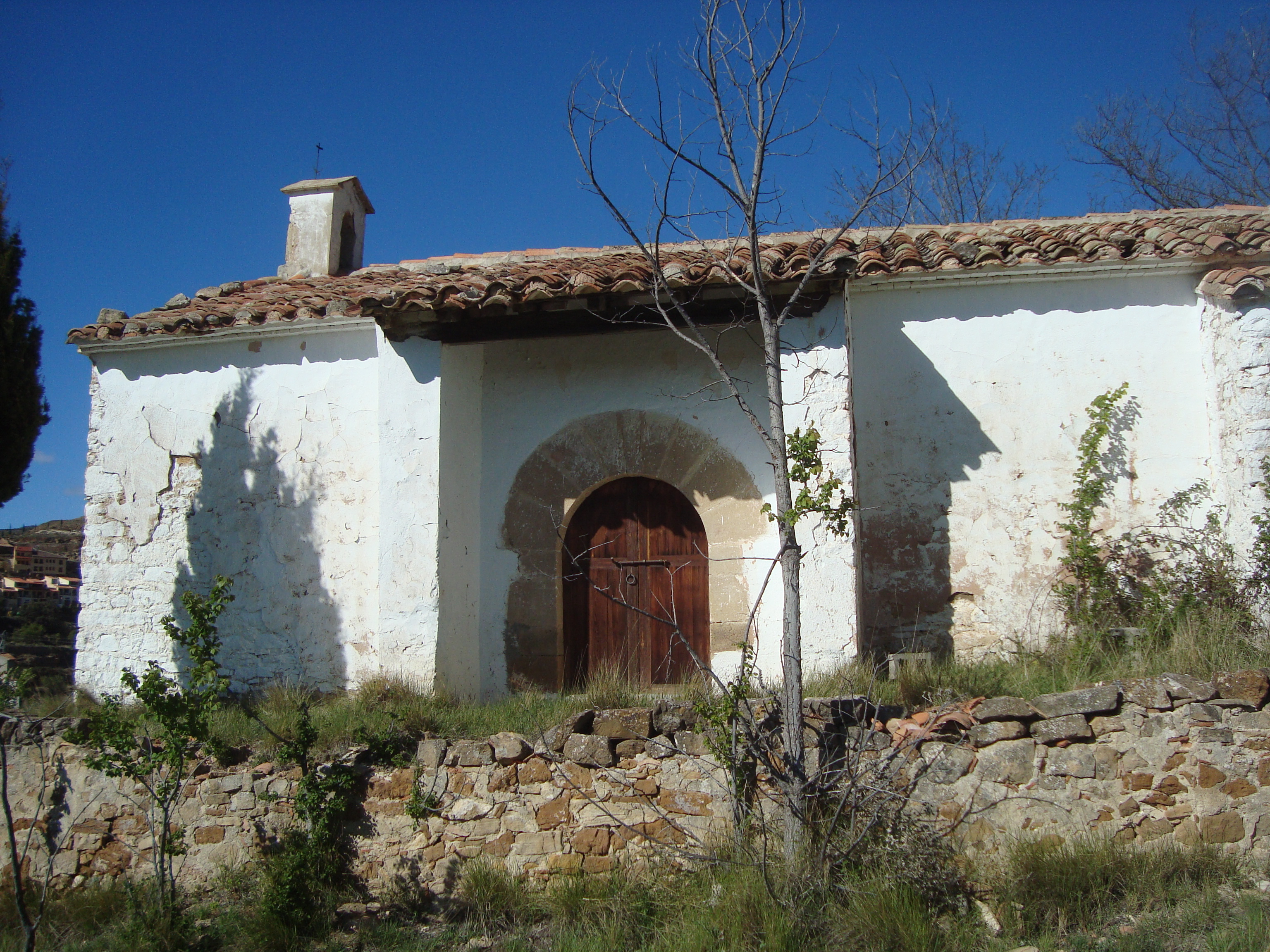
Ermita de San Blay (Cortes de Arenoso)

- Ermita de San Blay (Cortes de Arenoso)Ermita de Santa Bárbara.
- Ermita de San Blay

### Monumentos civiles
- Puente romano. De interés arquitectónico.
- Casa del Marqués del Real Agrado. Edificio de interés arquitectónico. Siglo XVIII.
- Portal calle Herrerías. Edificio de interés arquitectónico. Siglo XVIII.

## Lugares de interés

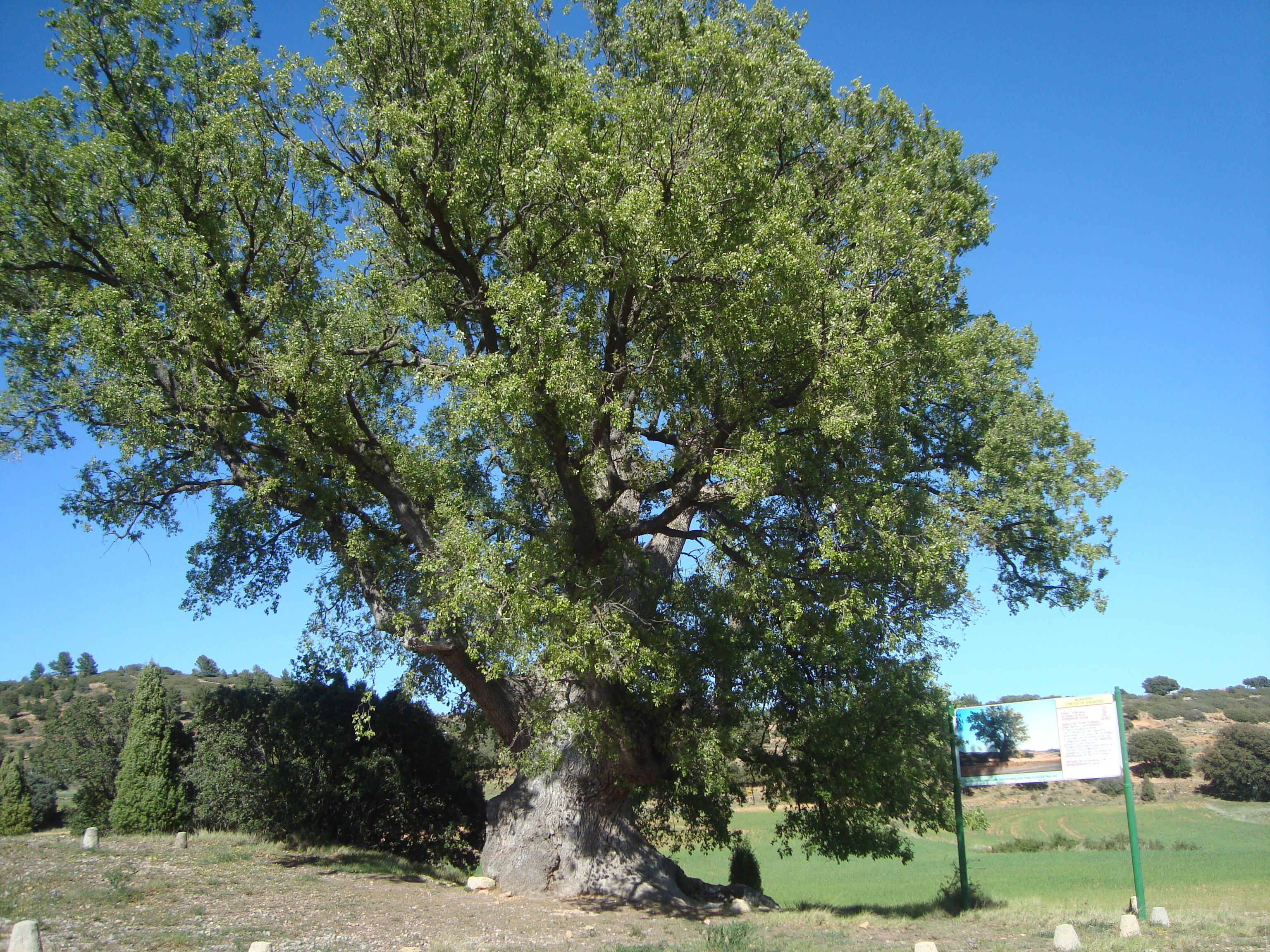
Roble monumental "El Rebollo" (Cortes de Arenoso)

- El Rebollo. Árbol de más de 700 años de edad siendo de su especie (Quercus faginea) el más viejo de España.
- Museo del Pan.
- Cerámicas conmemorativas dentro del casco urbano.
- Fuente el Pilar (fuente, balsa y lavadero municipal)

- Fuente la Teja.
- Fuente los Berros.
- Fuente Collara.
- Salto de agua Las Peñas
- Miradores varios a lo largo de toda la zona
- Cabezo las Cruces (1710 m).

## Fiestas
| Nombre         | Descripción | Mes    |
| San Antonio    | Fiestas de San Antonio con hogueras, subastas, enharinada y la "Caridad". | Enero  |
| San Vicente    | El fin de semana siguiente al lunes de Pascua, en la localidad de San Vicente de Piedrahita. | Abril  |
| San Isidro     | El fin de semana más próximo al 15 de mayo. | Mayo   |
| Fiestas agosto | Semana más próxima al 15 de agosto, fiestas patronales en honor a Nuestra señora de los Ángeles en el núcleo de Cortes y fiestas eh honor a Nuestra señora de la Asunción y San Roque en la localidad de San Vicente de Piedrahita. | Agosto |

## Gastronomía
La gastronomía típica de este pueblo recoge platos como el trufado de gallina (conserva elaborada con lomo, gallina, miga de pan con leche, vino y trufas). La pepitoria de sangre de cordero, almendra picada y huevo duro. No hay que olvidar además la potente olla y las güeñas con ajo. En repostería destacan las higas albardadas en el carnaval, las paciencias, el mostillo de miel, el bollo de azúcar y la cuajada. El bollo de aceite y sal.